# Thomas Aikenhead
Thomas Aikenhead (ur. 1676, zm. 8 stycznia 1697 w Edynburgu) – szkocki student teologii z Edynburga, powieszony w wieku 20 lat na podstawie wyroku kary śmierci za bluźnierstwo; wypowiadał się przeciwko religiom objawionym, w szczególności Biblii; był ostatnim człowiekiem w Wielkiej Brytanii straconym za bluźnierstwo, przez krytyków skazania uważany za męczennika w obronie rozumu.

## Wczesne życie
Thomas Aikenhead był synem Jamesa Aikenheada i jego żony Helen Ramsay. Jego ojciec był mieszczaninem z Edynburga, podobnie jego dziadek – Thomas Aikenhead. Jego matka była córką pastora. Został on ochrzczony 28 maja 1676, był czwartym dzieckiem i pierwszym synem w rodzinie. Miał trzy starsze siostry (Jonet, Katarzynę i Małgorzatę), ale co najmniej jedna, a możliwe że dwie z nich zmarły przed jego narodzinami. Niewiele wiadomo na temat jego dzieciństwa poza tym, że już w wieku 10 lat został sierotą. Był studentem teologii Uniwersytetu Edynburskiego.

## Oskarżenie i skazanie
Według aktu oskarżenia, Aikenhead uważał religie abrahamowe za niedorzeczne. Ponadto miał wyrazić nadzieję, że chrześcijaństwo zostanie znacznie osłabione, jak również przekonanie, że w krótkim czasie będzie ono całkowicie wykorzenione. Bywa nazywany prekursorem nowego ateizmu. Akt oskarżenia brzmiał: 

…więzień wielokrotnie utrzymywał w rozmowie, że teologia jest rapsodią kiepsko wymyślonych bzdur, łatana częściowo moralnymi doktrynami filozofów, a częściowo poetyckimi fikcjami i ekstrawaganckimi urojeniami; Że wyśmiewał święte pisma, nazywając Stary Testament bajkami Ezdrasza w profanacyjnej aluzji do Bajek Ezopa; Że drwił z Chrystusa, mówiąc, że nauczył się sztuczek w Egipcie, co umożliwiło mu wykonywanie tych figli, które były nazywane cudami; Że nazywał Nowy Testament historią hochsztaplera Chrystusa; Że powiedział, iż Mojżesz był lepszym artystą i lepszym politykiem; oraz że wolał Mahometa niż Chrystusa; Że Pisma Święte były wypchane takimi obłędami, bzdurami i sprzecznościami, że był pod wrażeniem głupoty świata za dawanie się tak długo zwodzić; Że odrzucił tajemnicę Trójcy Świętej jako niewartą polemiki; i że szydził z wcielenia Chrystusa

Podstawą skazania miały być ustawa przeciwko przestępstwu bluźnierstwa z 1661 roku (ang. Act against the crime of Blasphemy) oraz ustawa przeciwko bluźnierstwom z 1695 roku (Act against Blasphemy), jednak w oparciu o ówcześnie obowiązujące przepisy wyrok był nielegalny. W roku poprzedzającym skazanie, Zgromadzenie Ogólne Kościoła Szkocji przyjęło „Akt przeciwko ateistycznym opiniom deistów” (1696), który opisywał ateizm i sceptycyzm jako „aktywne czynniki dla Szatana i jego królestwa ciemności”. Tego samego dnia, w którym Rada Królewska w Szkocji odrzuciła ostateczne odwołanie Aikenheada od wyroku, zaleciła również powołanie komisji ds. osądzenia czarownic w Paisley. To polowanie na czarownice dotyczyło rzekomego uroku rzuconego na niejaką Kristen Shaw – małą dziewczynkę. Po tym, jak lekarzowi nie udało się jej wyleczyć z choroby, która się miała objawiać wymiotowaniem szpilkami i gorącymi węglami, rodzina i duchowni zaczęli podejrzewać czarownictwo jako prawdopodobne wyjaśnienie. W efekcie, postawiono zarzuty 35 osobom oraz w konsekwencji, najprawdopodobniej wiosną 1697 roku wykonano wyrok śmierci na czterech kobietach i trzech mężczyznach. W tym czasie, w Szkocji było szeroko rozpowszechnione stosowanie tortur podczas przesłuchań w procesach o czary. Zbieżność tego polowania na czarownice (jednego z ostatnich w Szkocji) i procesu Aikenheada nie jest jedynie czasowa. Z jednej strony, strasząc czarownicami próbowano usprawiedliwiać zasadność skazania Aikenheada, a z drugiej uzasadniając procesy o czary powoływano się na krytykowaną przez niego Biblię, w szczególności na wers „Nie pozwolisz żyć czarownicy” (Księga Wyjścia 22:17 lub 22:18).
Budzi wątpliwości czy Aikenhead pod wpływem nacisku i widma śmierci wykazał tzw. „skruchę”, gdyż powszechnie przyjmuje się, że petycje, które występują w sprawie i mogłyby to sugerować nie były przez niego pisane, ale przez duchownych i prawników, chociaż mówiło się, że miał mieć przy sobie Biblię podczas wykonywania wyroku. Podczas procesu nie dysponował obrońcą (adwokatem).
Aikenhead był ostatnim człowiekiem w Wielkiej Brytanii straconym za bluźnierstwo. Ostateczna decyzja w kwestii wykonania wyroku zależała od opinii Zgromadzenia Ogólnego chrześcijańskiego Kościoła Szkocji, które kategorycznie zażądało pilnego wykonania wyroku (ang. vigorous execution). Proces rozpoczął się w grudniu 1696, a zakończył egzekucją 8 stycznia 1697 na Grassmarket w Edynburgu. Było to 85 lat po śmierci ostatniego człowieka spalonego na stosie za herezję w Wielkiej Brytanii – Edwarda Wightmana (1612).

## Odbiór społeczny wyroku
Skazanie Aikenheada jest postrzegane jako przykład prześladowczych tendencji państw wyznaniowych, a on sam jest uważany za męczennika w obronie rozumu (ang. martyr to reason). Jego śmierć, według historyka Arthura Hermana, była „ostatnim hurra szkockich kalwińskich ajatollahów” przed nastaniem świtu wieku rozumu. Scottish Secular Society w uznaniu Thomasa, co roku przydziela nagrodę jego imienia – Aikenhead Award – za wybitne działania na rzecz świeckości. Sprawa Aikenheada stała się głośna i wzbudziła ogromne kontrowersje także poza Szkocją. John Locke był zszokowany do tego stopnia, że nagromadził rozległą dokumentację związaną ze sprawą. Bywała ona przedmiotem rozmaitych komentarzy, a nawet poetyckich opisów.